# الدوري الأمريكي لكرة القدم 2004
الدوري الأمريكي لكرة القدم 2004 (بالإنجليزية: 2004 Major League Soccer season)‏ هو الموسم 9 من  الدوري الأمريكي لكرة القدم. أقيم خلال الفترة 2004 وحتى 14 نوفمبر 2004، وكان عدد الأندية المشاركة فيه  10، وفاز فيه دي.سي. يونايتد.